# 徳島県鳴門総合運動公園
徳島県鳴門総合運動公園（とくしまけんなるとそうごううんどうこうえん）は、徳島県鳴門市撫養町立岩にある総合公園である。施設は徳島県が所有し、公益財団法人徳島県スポーツ協会が指定管理者として管理・運営を行っている。
なお、東京都千代田区に本社を置く大塚製薬が命名権を取得しており、2007年5月から「鳴門・大塚スポーツパーク」（なると・おおつかスポーツパーク）の呼称を用いている（後述）。

## 施設

### 陸上競技場
- ポカリスエットスタジアムと言われる。

### 第二陸上競技場
- 面積：13,627m2
- 日本陸上競技連盟第3種公認競技場。
- 収容人数は記載無し[2]。
- グラウンドは天然芝。第二陸上競技場は命名権の対象にはなっていない。1971年3月に完成し、1990年7月に全天候型として改修工事が完了した。なお、2002 FIFAワールドカップにおいては、陸上競技場・球技場とともに公認キャンプ候補地に選出されていた。

### 体育館
- アミノバリューホールと言われる。
- 敷地面積：6,553m2
- 収容人数：1,500人[2]
- 1990年（平成2年）11月竣工。建物は3階建てで、体育館および選手控室・視聴覚室・研修室など付帯施設からなる。なお命名権により「アミノバリューホール」と呼称されている。

### 野球場
- オロナミンC球場と言われる。

### 武道館
- ソイジョイ武道館と言われる。
- 敷地面積：2,675m2
- 収容人数：500人[2]
- 1980年（昭和55年）3月竣工。武道場および付帯施設からなる。なお、命名権により「ソイジョイ武道館」と呼称されている。

### 球技場
- 面積：21,966m2で、その内のフィールド（芝生）面積は12,464m2。
- 収容人数：2,200人（固定席）[2]
- サッカーやラグビーなどで使用される。1995年4月に完了した改修工事により現在の姿になった。球技場は命名権の対象にはなっていないが、公園の命名権による呼称を準用し「鳴門・大塚スポーツパーク球技場[3]」と呼ばれることもある。

### 弓道場
- 鉄筋コンクリート造平屋建 765m2
- 収容人数：100人[2]

### 庭球場
- 面積：9,200m2
- 収容人員：1,000人[2]
- コート：4面（2,660m2）

### 相撲場
- 面積：860m2
- 収容人数：500人[2]

### その他
- クライミングウォール
- ひょうたん池
- こども広場

## 命名権
徳島県は、2007年1月15日より1ヶ月間、契約下限を1億円と設定して徳島県鳴門総合運動公園の施設命名権を募集した。2007年3月、徳島県鳴門総合運動公園の施設命名権を、鳴門市にルーツを持ち、東京都千代田区に本社を置く大塚製薬が取得した。2007年5月から5年間（年額2,500万円、総額1億2,500万円）の契約で、「鳴門・大塚スポーツパーク」の呼称を使用することとなった。また、同時に公園内の施設についても、陸上競技場を「ポカリスエットスタジアム」、野球場を「オロナミンC球場」、体育館を「アミノバリューホール」、武道館を「ソイジョイ武道館」と呼称することとなった。
その後、2012年3月に徳島県は大塚製薬と前回と同様の条件で命名権の契約を締結した。期間は2012年5月12日から2017年5月11日までである。

## アクセス

### 鉄道
- JR鳴門線 鳴門駅より徒歩25分[7]。

### バス
- JR鳴門線 鳴門駅より徳島バス「東発経由徳島駅前」行で「市役所前」バス停もしくは「市役所北」バス停下車、徒歩15分[7]。
- JR鳴門線 鳴門駅より鳴門市営バス「運動公園・車庫線」行で「運動公園」バス停下車、徒歩1分[8]。
- JR高徳線・牟岐線 徳島駅南口より徳島バス「小鳴門橋」行、「岡崎海岸」行、「ウチノ海総合公園」行、「鳴門公園」行で「市役所前」バス停もしくは「市役所北」バス停下車、徒歩15分[7]、「運動公園口」バス停下車、徒歩10分[8]。

### 自動車
- JR鳴門線 鳴門駅より約10分[7]。
- JR高徳線・牟岐線 徳島駅より約30分[7]。
- 徳島空港より約25分[7]。
- 神戸淡路鳴門自動車道・鳴門インターチェンジより約10分[7]。
- 徳島自動車道・徳島インターチェンジより約20分[7]。

### その他
- 高速鳴門バスストップからJR鳴門線 鳴門駅へのアクセスは当項目を参照。

## ギャラリー

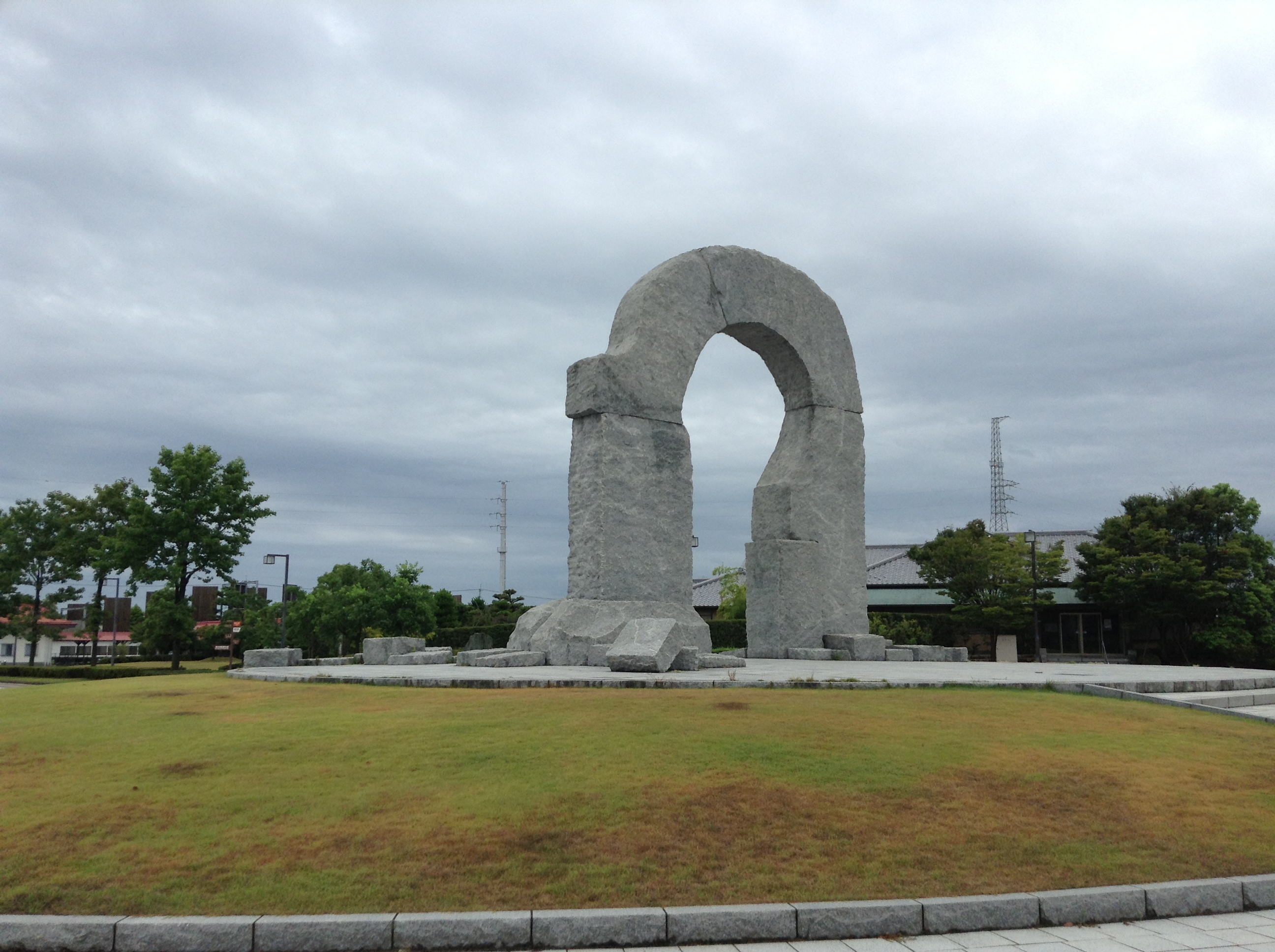
シンボルゾーンに設置されているモニュメント
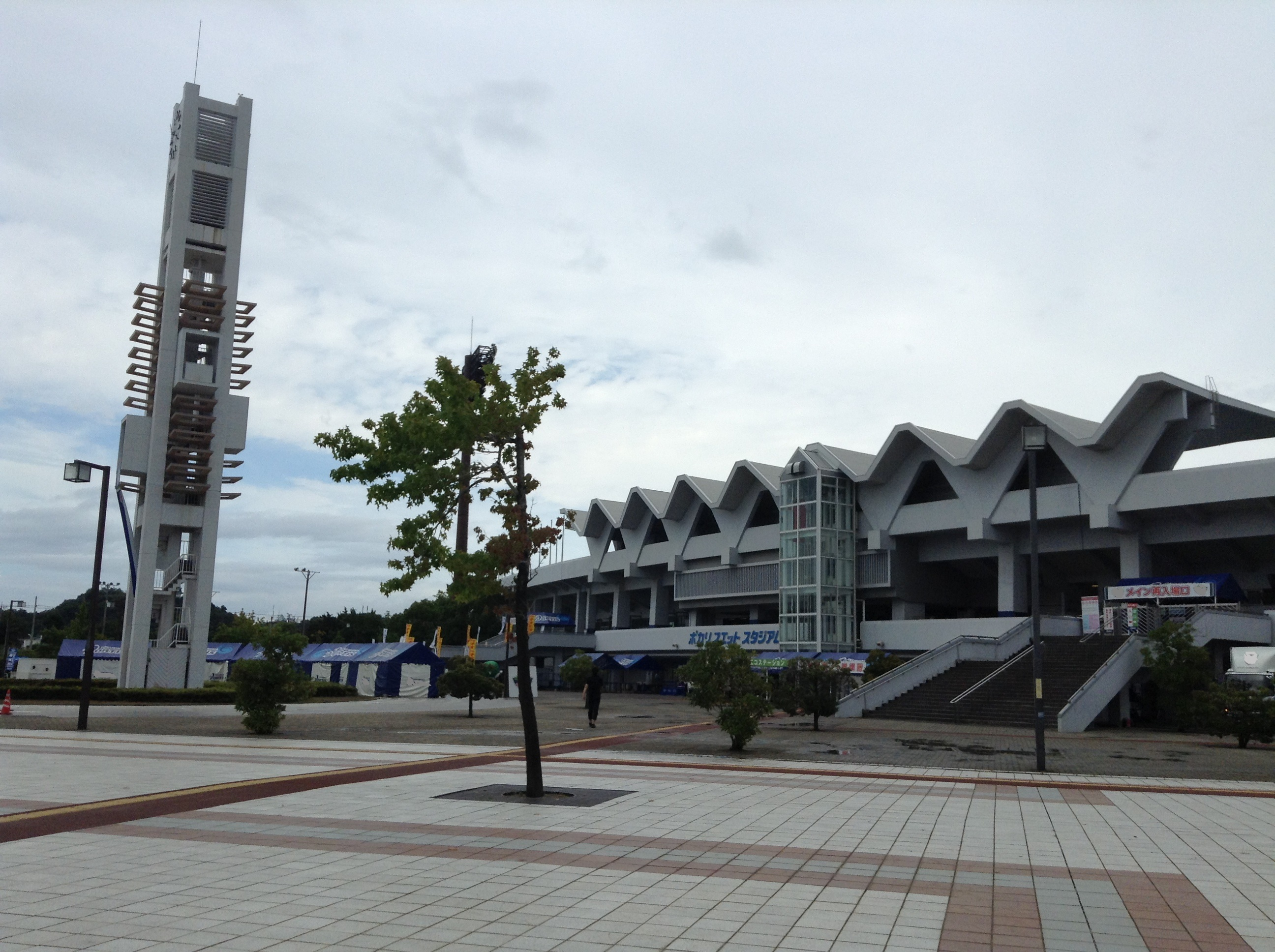
シンボルタワー（左）と陸上競技場（ポカリスエットスタジアム）
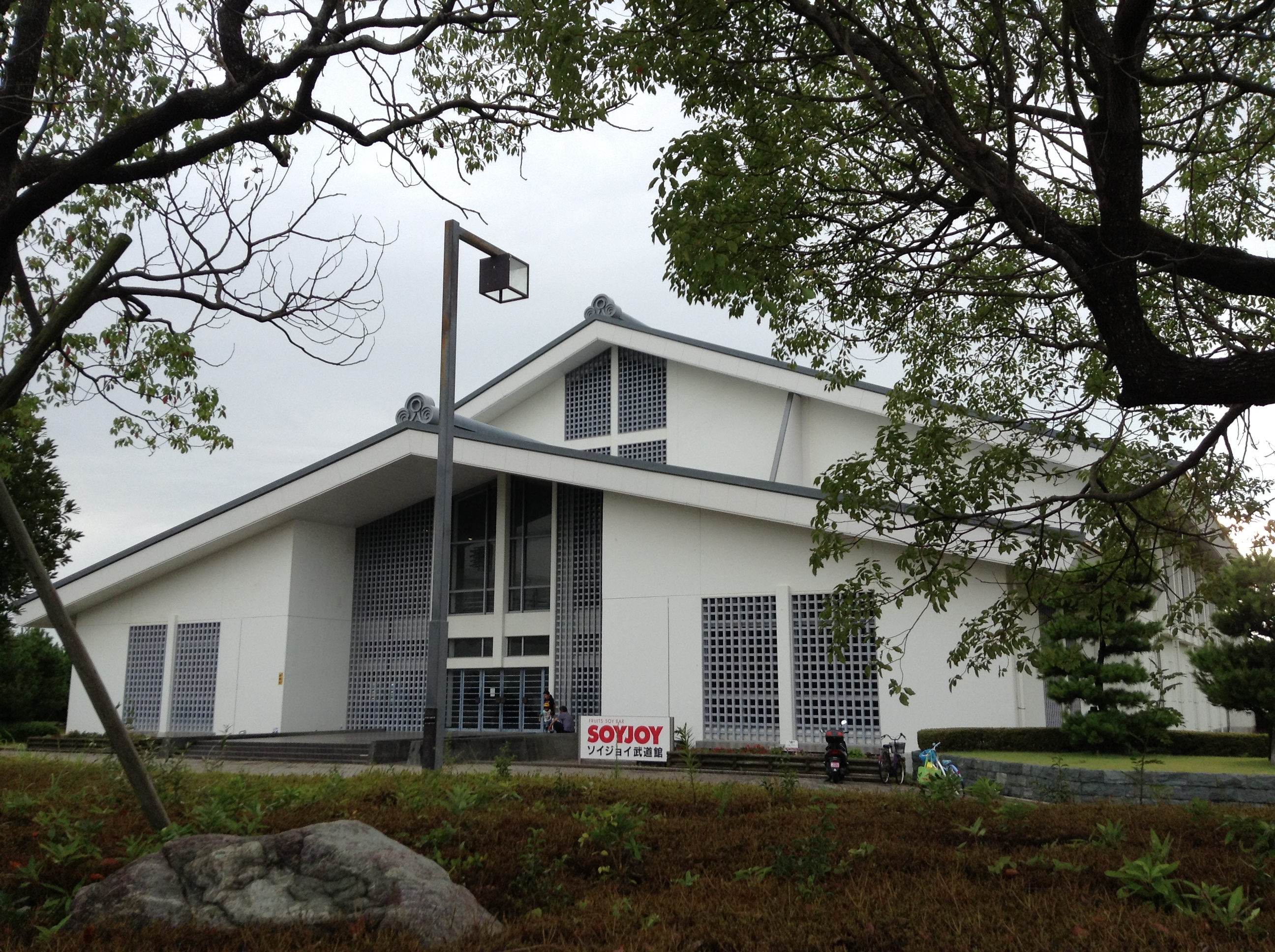
武道館（ソイジョイ武道館）
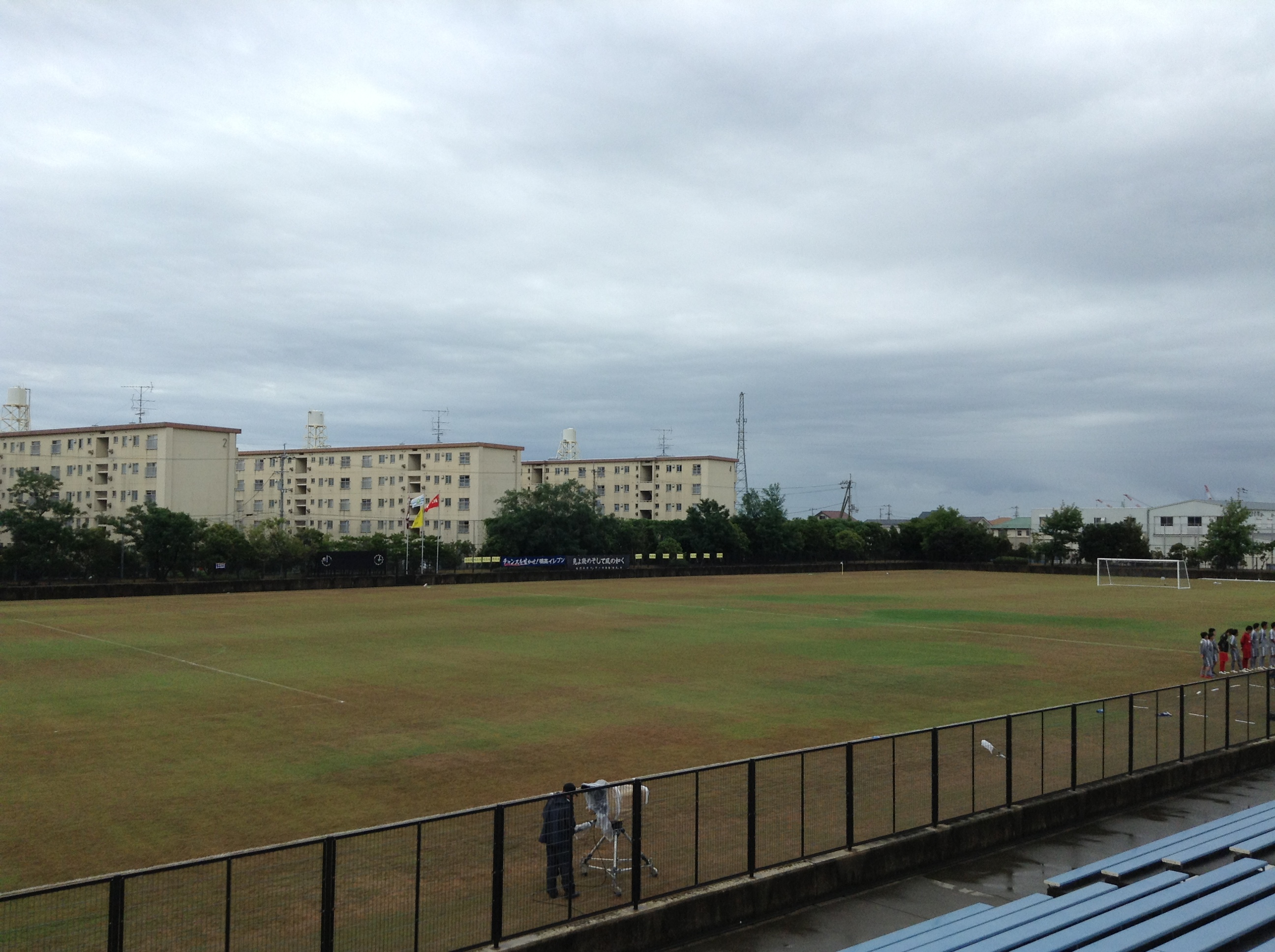
球技場
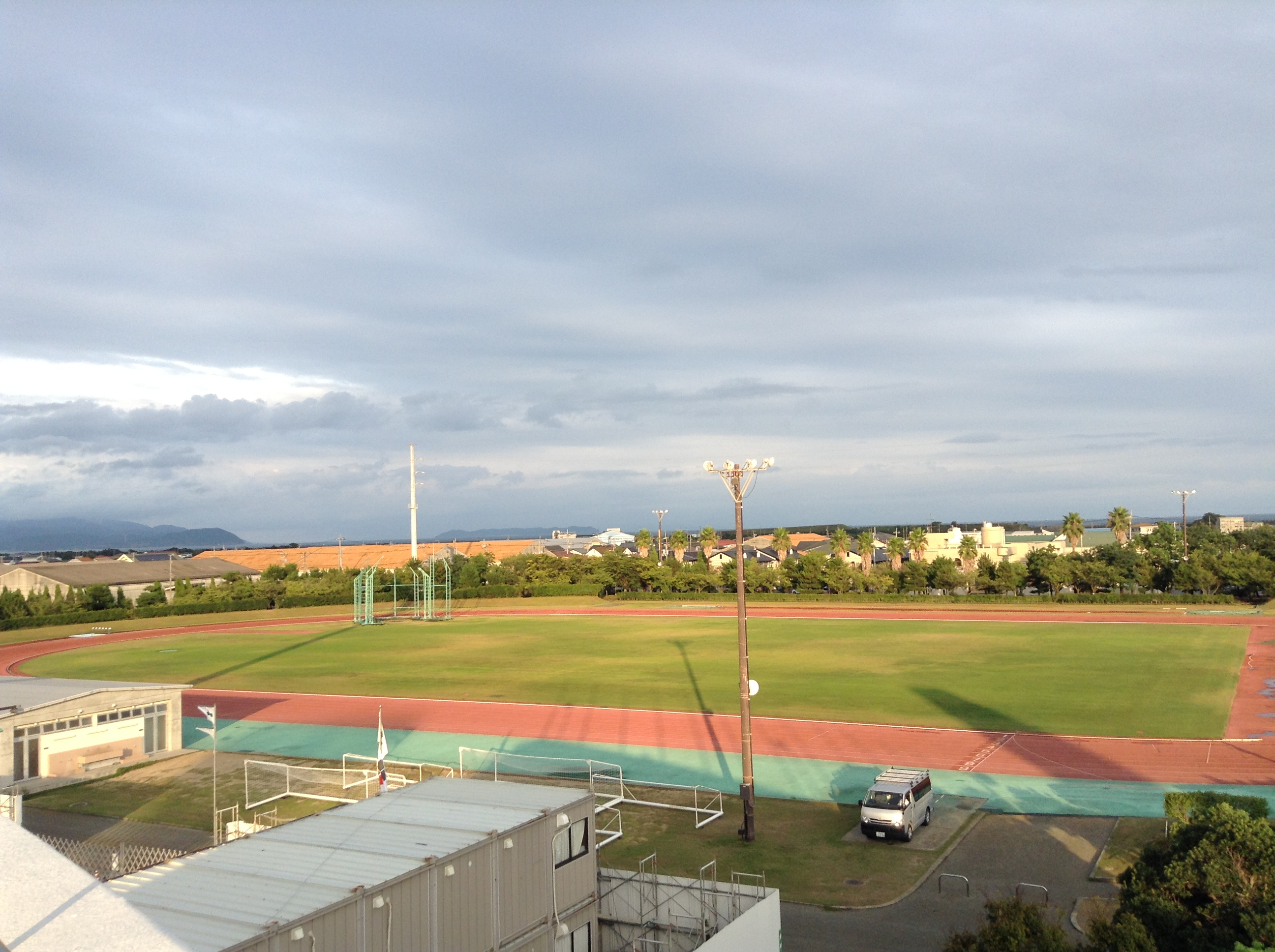
第二陸上競技場
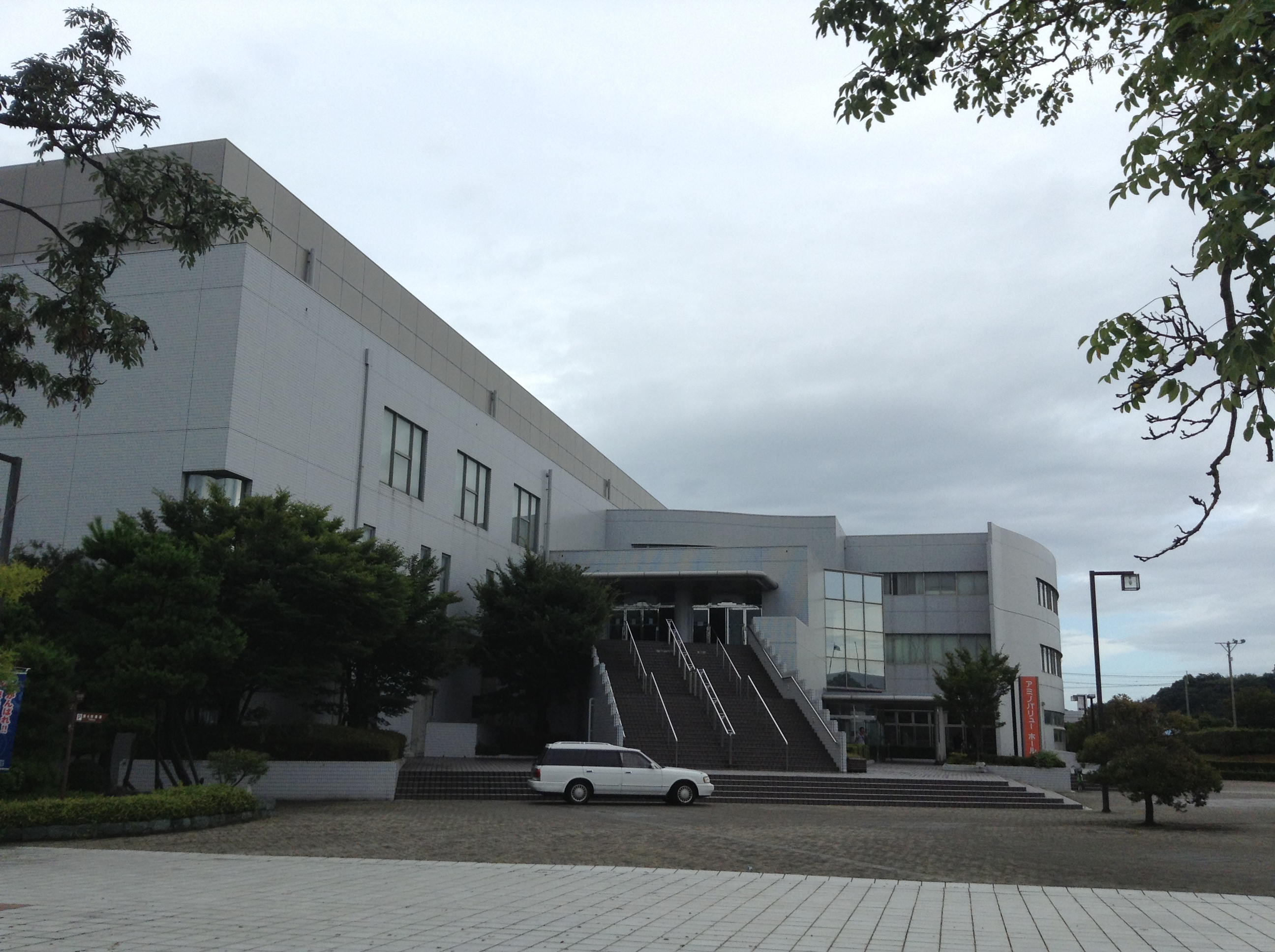
体育館（アミノバリューホール）